# Хродеганг
Свети Хродеганг (на френски: Chrodegang de Metz, Godegrand, Gundigran, Ratgang, Rodigang, Sirigang, на немски: Chrodegang von Metz, Hruotgang; * ок. 715, Хасбания, днес Хеспенгау, провинция Лимбург, Белгия; † 6 март 766, Мец) е епископ на Мец (742 – 766) и от 754 г. архиепископ на Австразия. Той е Светия и се чества на 6 март.

## Живот
Хродеганг произлиза от австразийската висша аристокрация. Син е на Сиграмнус и Ландрада. Образован е много добре и става секретар и министър на Карл Мартел. През 742 г. той е номиниран от Карлман за епископ на Мец.
Заради постиженията си като договорник между Пипин Млади и папа Стефан II през 754 г. папата го прави архиепископ и митрополит на Австразия (като наследник на Бонифаций). Като епископ основава манастири. Той въвежда латинската литургия.
Хродеганг умира на 6 март 766 г. в Мец и е погребан в близкия манастир Горз. Той се чества на 6 март.